# The Old Grey Whistle Test

Logo « StarKicker » de l'émission The Old Grey Whistle Test.

The Old Grey Whistle Test est une émission musicale britannique dédiée au rock diffusée sur la chaîne de télévision BBC Two.
Le logo de l'émission représente une silhouette humaine faite de petites étoiles, donnant un coup de pied dans une grande étoile. Son titre vient de la légende selon laquelle les patrons des maisons de disques faisaient écouter leurs dernières productions aux concierges (old grey) des studios. Si ceux-ci commençaient à siffloter (whistle) l'air, ce « test » était réussi.
La première est diffusée le 21 septembre 1971. Elle est présentée par Richard Harris, journaliste au Melody Maker. En 1972, le disc-jokey Bob Harris (en) prend le relais. Il est remplacé en 1978 par Anne Nightingale, qui remet l'émission au goût du jour. Elle disparaît fin 1987.
L'émission est caractérisée par son atmosphère très dépouillée (question de style, mais aussi de budget) : les artistes invités se produisent devant les murs nus du studio.